# Martin B-10
Martin B-10 byl první celokovový jednoplošný bombardér amerického letectva. Do služby vstoupil v roce 1934. Byl to také první americký bombardér, který měl v době svého zavedení do služby lepší výkony, než tehdejší stíhací letouny. B-10 byl základem i pro další modifikace, označené B-12, B-13, B-14, A-15 a O-45. Konstrukce B-10 obsahovala několik zásadních technických novinek a proto typ v roce 1932 vyhrál cenu Collier Trophy.

## Vývoj
Typ B-10 byl revolucí v konstrukci bombardovacích letounů. Byl celokovový, posádka byla kryta před nepřízní počasí, měl otočnou střeleckou věž pro obranu, zatahovací podvozek, vnitřní pumovnici a plně kapotované motory, což se stalo standardem na celé další desetiletí. V porovnání s B-10 byly ostatní v té době sloužící bombardéry ihned zastaralé. Prototyp také při zkouškách svou rychlostí 317 km/h ve výšce 1 830 m překonal platný rychlostní rekord.
Vývoj B-10 začal pod označením Model 123 jako soukromá iniciativa firmy Glenn L. Martin Company. Posádka letounu byla čtyřčlenná a tvořil ji pilot, druhý pilot, přední a zadní střelec. Novinkou bylo, že letoun měl hluboký trup s pumovnicí a zatahovací podvozek. Prototyp ještě neměl kryté prostory pro posádku, ale během sériové výroby už byly překryty zavedeny. Poháněly ho dva motory Wright SR-1820-E Cyclone o výkonu 600 hp. První let proběhl 16. února 1932 a už 20. března 1932 byl letoun předán letectvu pro další testy.
U sériových B-10 došlo oproti prototypu XB-10 k některým změnám. Zatímco prototyp měl motory kryté prstenci NACA, sériové kusy měly motory plně kapotované, aby se snížil aerodynamický odpor. Posádka byla zmenšena na tři členy. Dostal také plně otočnou prosklenou střeleckou věž, překryty kabin posádky, silnější motory Wright R-1820-19 s výkonem 675 hp a větší rozpětí křídla. Americká armáda objednala 17. ledna 1933 stavbu 48 kusů B-10. Prvních 14 z nich bylo označeno YB-10 a dodáno na letiště Wright Field.

## Nasazení

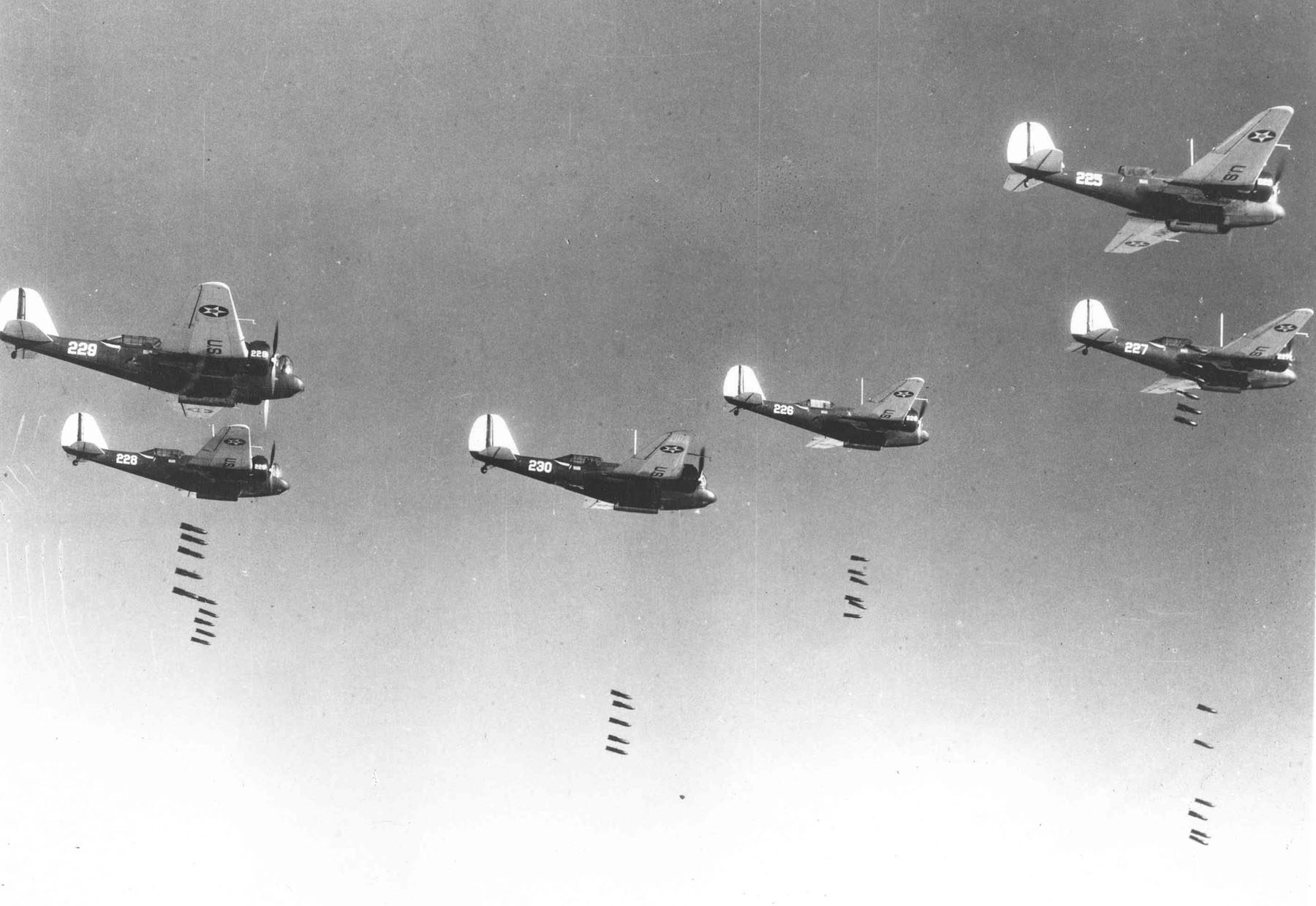
B-10B při cvičném letu

V roce 1935 byla objednána druhá série mírně vylepšených B-10B. Jejich dodávky začaly v červenci 1935. Sloužily u 2. bombardovací skupiny na základně Langley Field, 9. bombardovací skupiny na základně Mitchel Field, 19. bombardovací skupiny na základně March Field, 6. bombardovací skupiny v Panamě a u 28. bombardovací skupiny na Filipínách. Část původních YB-10 a B-10A dostala dva velké plováky a sloužila pro pobřežní patroly.
Exportní verzí B-10 byl Martin Model 139. V roce 1936 dostala firma povolení vyvézt do zahraničí část produkce B-10. Například v dubnu 1937 dostalo Thajsko šest kusů varianty Model 139W a v prosinci 1937 koupilo Turecko 20 kusů.
V době jejich vzniku byly B-10 o polovinu rychlejší než soudobé dvouplošné bombardéry a také rychlejší než soudobé stíhačky. V době svého zavedení do služby byly ostatní bombardéry rázem zastaralé. Ovšem i samotné B-10 koncem třicátých let začaly také zastarávat a ještě před začátkem druhé světové války nahrazeny typy Douglas B-18 Bolo a Boeing B-17 Flying Fortress. V době vypuknutí války už byly zcela zastaralé, což potvrzuje rychlost, s jakou japonská Zera sestřelovala holandské B-10 při japonské invazi do Nizozemské východní Indie.

## Pokus o další vývoj
Firma Martin se ještě pokusila o velkou modernizaci svého B-10, když vstoupila se svým projektem Model 146 do soutěže na nový dálkový bombardér USAAC. Zde se střetl s letouny Douglas B-18 a Boeing B-17. V soutěži neuspěl, protože jeho konstrukce a výkony nebyly výrazně lepší, než u B-10.

## Varianty

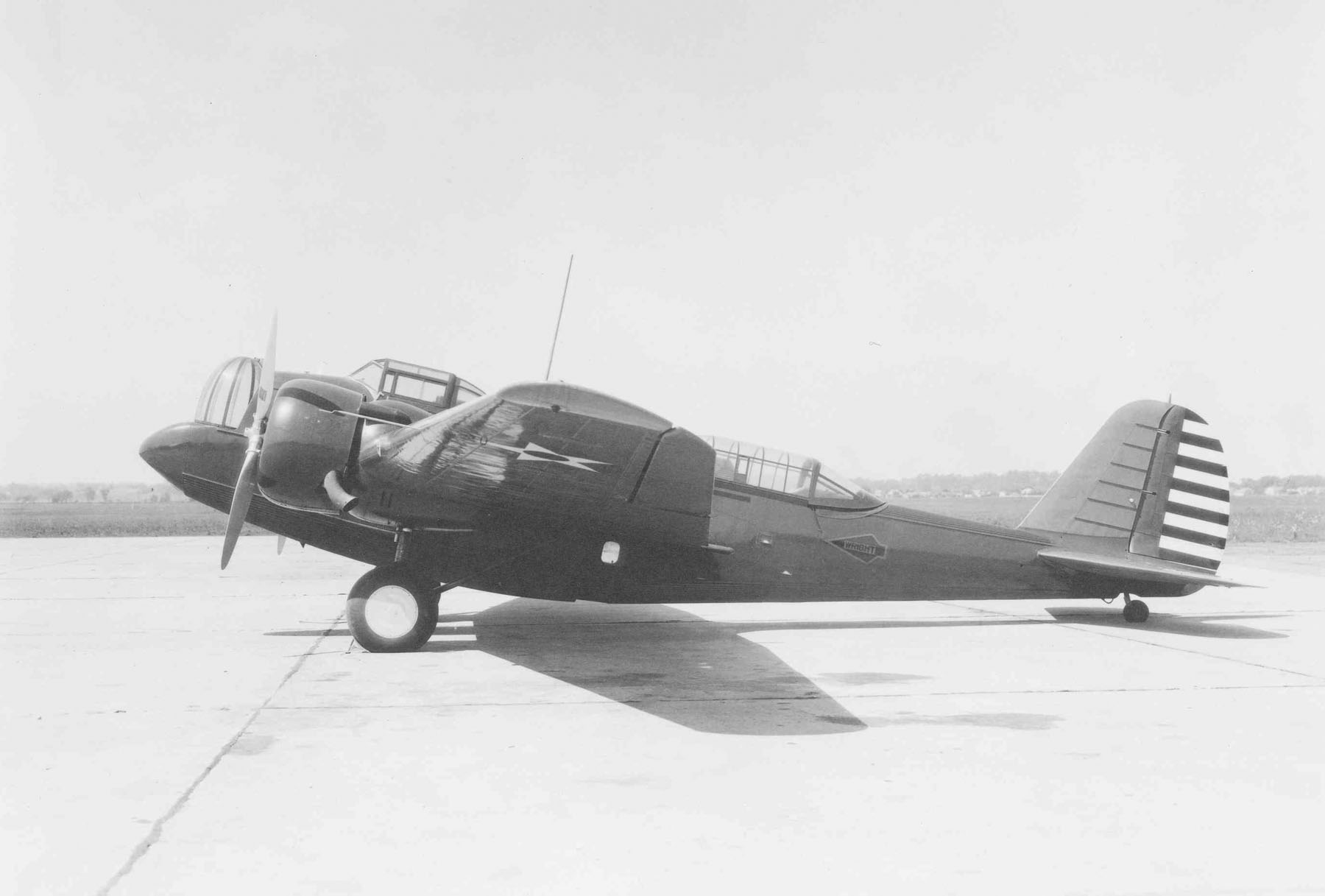
B-10 z boku

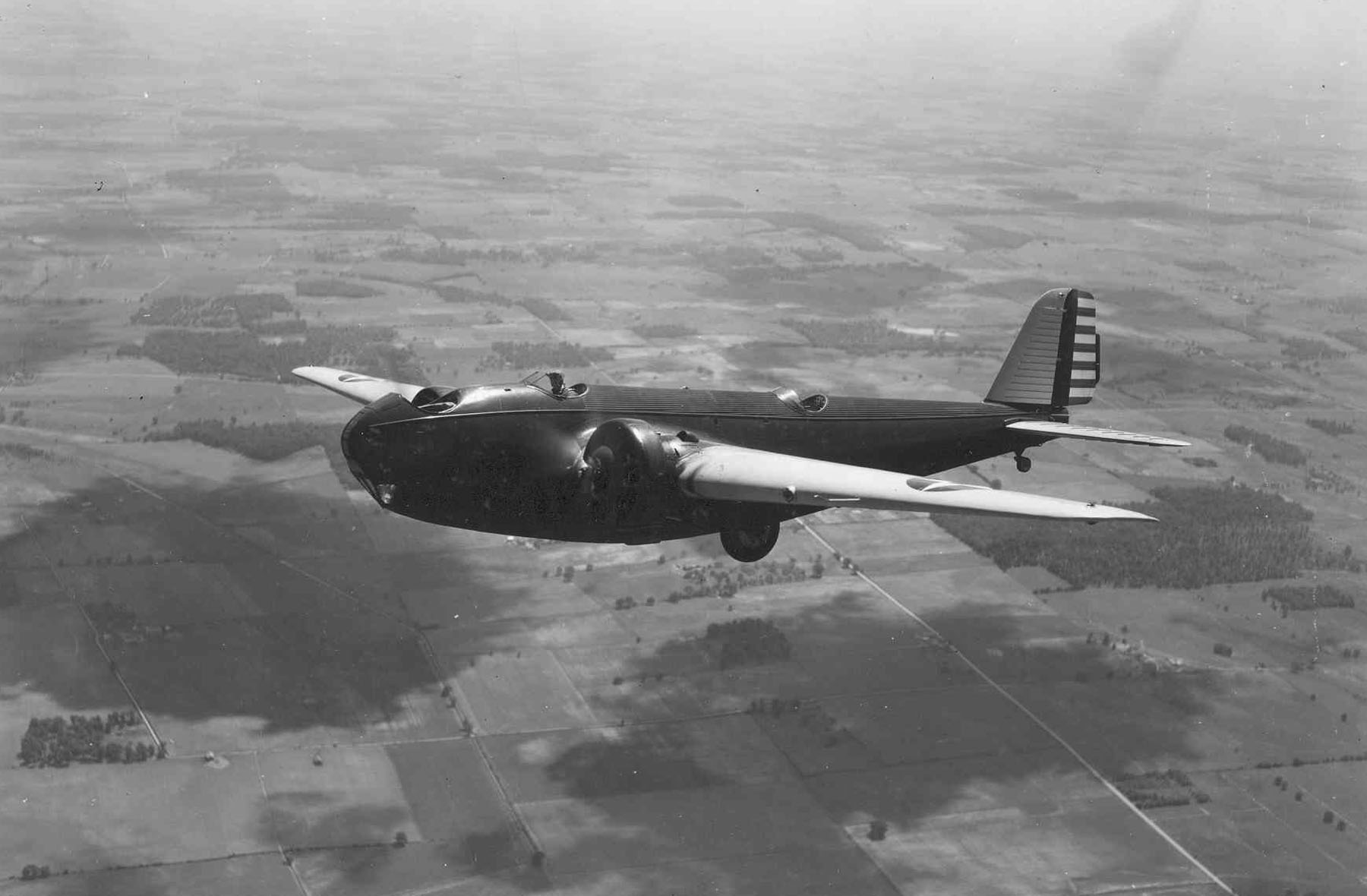
První prototyp Martin XB-907

- Martin Model 123 - Předchůdce prototypu XB-10, postavený firmou z vlastní iniciativy.

- XB-907 - Armádní označení Modelu 123 během jeho vývoje.

- XB-907A - Prototyp XB-907 vylepšený po prvním kole armádních zkoušek.

- XB-10 - První prototyp postavený pro armádu. Měl kryty motorů, plně otočnou přední věž, výkonnější motory a větší rozpětí.

- YB-10 - Předsériová verze. Posádka zmenšena na tři muže, prostory posádky byly plně kryty, měl výkonnější motory. Část strojů přestavěna na plovákové. Postaveno 14 kusů.

- B-10 - Dva letouny ze zakázky z roku 1936.

- RB-10MA - Upravený nizozemský Model 139WH-3A, který v roce 1942 upoutal pozornost svým přeletem z Austrálie do USA.

- YB-10A - Od YB-10 se lišil jen motory Wright R-1820-31. Měl vyšší rychlost až 380 km/h. Nejrychlejší varianta B-10. Vyroben jen jeden testovací kus.

- B-10B - Hlavní sériová verze s motory Wright R-1820-33 o výkonu 775 koní. Vyrobeno 103 kusů.

- B-10M - Sériové B-10B upravené na cílové letouny.

- YB-12 - YB-10 vybavený novými motory Pratt & Whitney R-1690-11 Hornet. Měl podobné výkony jako B-10B. Vyrobeno 7 kusů.

- B-12A - Sériová verze YB-12. Mohla mít v pumovnici přídavnou nádrž o objemu 1 381 l. Letoun pak měl dolet až 1 995 km. Vyrobeno 25 kusů.

- YB-13 - YB-10 s motory Pratt & Whitney R-1860-17. Zrušeno před stavbou prototypu.

- XB-14 - Verze YB-10 s motory Pratt & Whitney YR-1830-9 Twin Wasp. Vyroben 1 kus.

- A-15 - Útočná verze YB-10. Nerealizována.

- YO-45 - Jeden kus YB-10 upraveny pro testy průzkumu při vysokých rychlostech.

- Martin Model 139 - Exportní verze pro Thajsko. Vyrobeno 6 kusů.

- Model 139WA - Předváděcí kus pro Argentinu.

- Model 139WAA - Exportní verze pro argentinskou armádu. Vyrobeno 22 kusů

- Model 139WAN - Exportní verze pro argentinské námořnictvo. Vyrobeno 12 kusů.

- Model 139WC - Exportní verze pro Čínu. Vyrobeno 9 kusů.

- Model 139WH - Exportní verze pro Nizozemsko. Měly sloužit v Nizozemské východní Indii. Postaveny série H-1 (13 kusů), H-2 (26 kusů) a H-3 (39 kusů). Martin 139WH-3 měl motory Wright R-1820-G102. Pak byla ještě 40 kusů mírně upravené varianty Model 139W-3A. Celkem vyrobeno 166 kusů.

- Model 139WS - Předváděcí verze pro Sovětský svaz. Vyroben 1 kus.

- Model 139WSM - Exportní verze pro Thajsko. Vyrobeno 23 kusů.

- Model 139WSP - Označení licenční verze, kterou měla ve Španělsku stavět továrna CASA. Nebyl vyroben ani jeden.

- Model 139WT - Exportní verze pro Turecko. Vyrobeno 20 kusů.

## B-10 dnes

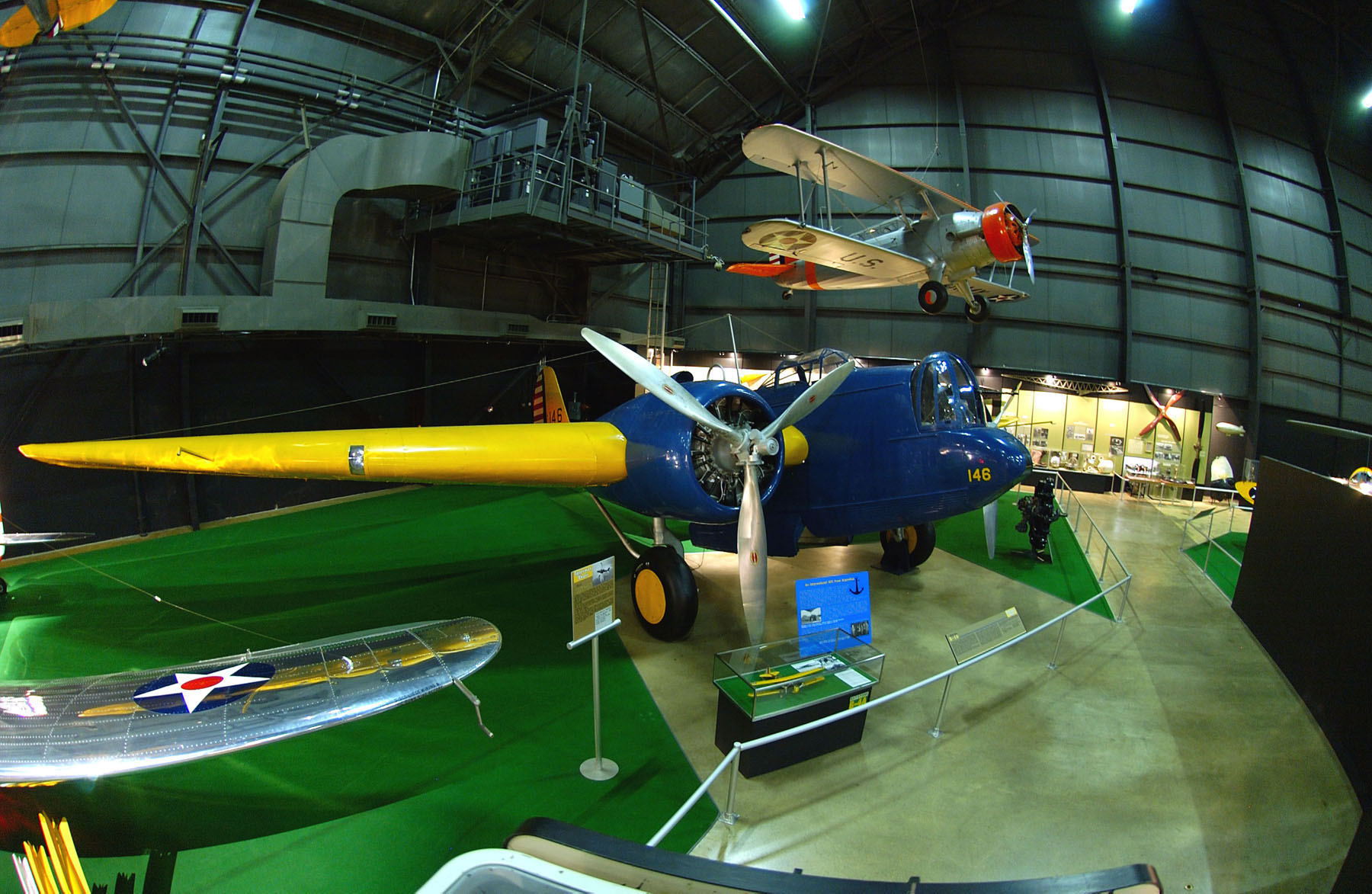
Dochovaný B-10

Jediný známý dochovaný kus letounu B-10 je dnes v muzeu amerického letectva na základně Wright-Patterson v Daytonu v Ohiu. Byl to kus prodaný v roce 1938 do Argentiny. Argentinská vláda ho v roce 1970 darovala do USA pro vystavení v muzeu. V letech 1973–1976 pak letoun prošel celkovou rekonstrukcí na texaské základně Kelly Air Force Base.
Na ostrově Borneo byla nalezena řada částí (například věže a křídla) z havarovaných nizozemských B-10. Ty jsou dnes vystaveny v nizozemském Militaire-Luchtvaartmuseum v Soesterbergu.

## Specifikace

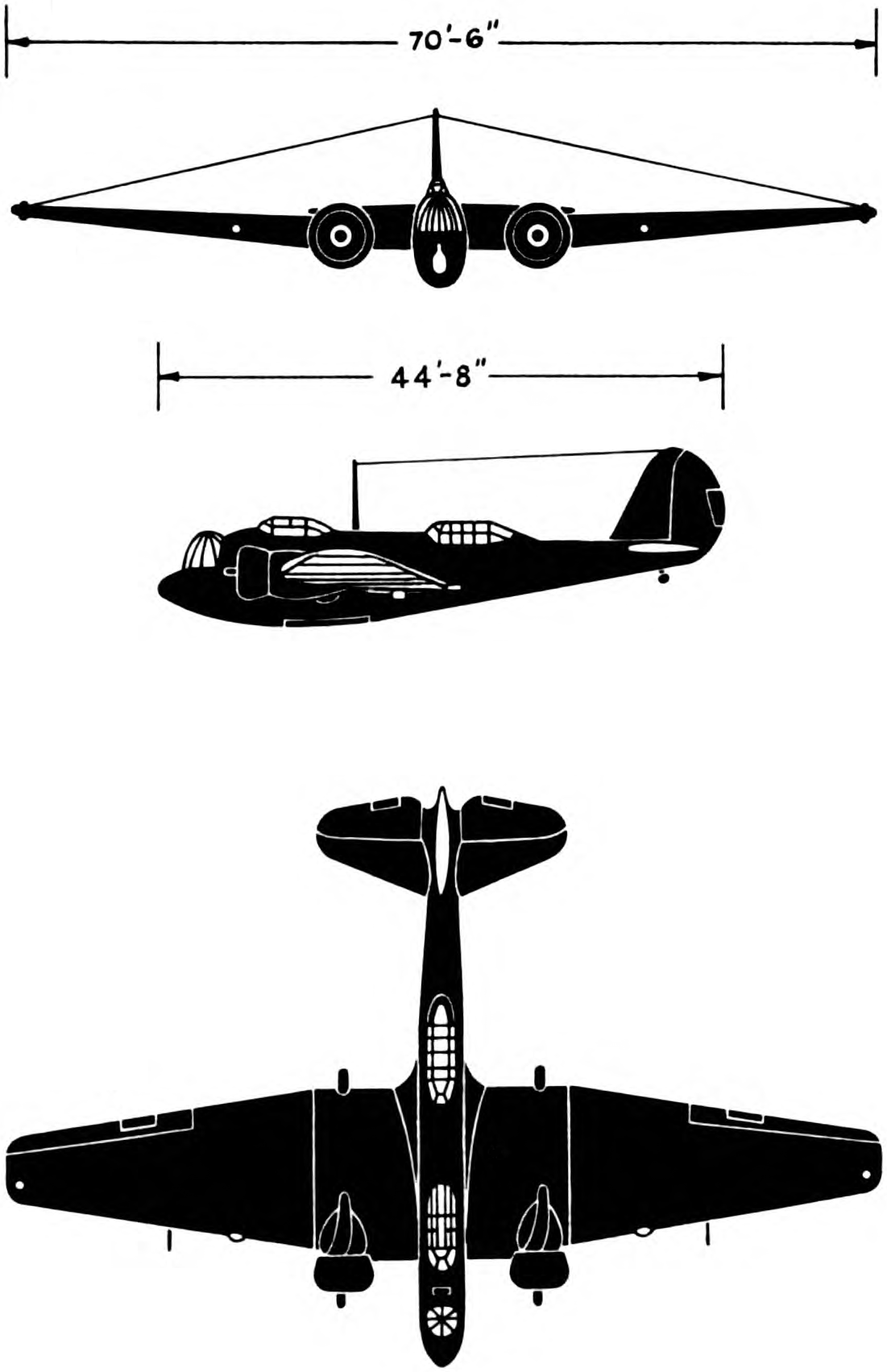
Martin B-10

### Technické údaje
- Osádka: 3
- Rozpětí: 21,5 m
- Délka: 13,6 m
- Výška: 4,7 m
- Nosná plocha: 63 m²
- Plošné zatížení: 106 kg/m²
- Prázdná hmotnost: 4391 kg
- Hmotnost prázdného letounu: 6680 kg
- Max. vzletová hmotnost: 7 440 kg
- Pohonná jednotka: 2× vzduchem chlazený přeplňovaný hvězdicový devítiválec Wright R-1820-33 Cyclone
  - Výkon motoru: 775 hp (578 kW)

### Výkony
- Maximální rychlost: 343 km/h
- Cestovní rychlost: 310,6 km/h
- Dostup: 7 380 m
- Stoupavost: 420 m/min
- Dolet: 1 996 km

### Výzbroj
- 3 × 7,62mm kulomet Browning
- 1030 kg pum